# Огилви-Грант, Джеймс, 11-й граф Сифилд
Капитан Джеймс Огилви-Грант, 11-й граф Сифилд (англ. James Ogilvie-Grant, 11th Earl of Seafield; 18 апреля 1876 — 12 ноября 1915) — шотландский пэр и военный, 30-й вождь клана Грант (1888—1915). Он носил титул учтивости — виконт Рейдхейвен в 1888 году.
Титулы: 11-й граф Сифилд (с 3 декабря 1888 года), 11-й лорд Огилви из Каллена (с 3 декабря 1888), 11-й виконт Сифилд (с 3 декабря 1888 года), 3-й барон Страспей из Страспея в графстве Инвернессшир и Морейшир (с 3 декабря 1888), 15-й баронет Колкухун из Ласса (с 3 декабря 1888), 11-й лорд Огилви из Дескфорда и Каллена (с 3 декабря 1888) и 11-й виконт Рейдхейвен (с 3 декабря 1888 года).

## Происхождение и образование
Родился 18 апреля 1876 года в Оамару, Северный Отаго, Новая Зеландия. Старший сын Фрэнсиса Огилви-Гранта, 10-го графа Сифилда (1847—1888), и Энн Тревор Корри Эванс (1847—1935), дочери майора Джорджа Эванса из 47-го полка, потомка баронов Карбери.
Он начал свое образование в подготовительной школе Уорвик-хаус в Крайстчерче. Затем он учился в Крайст-колледже и Линкольн-колледже. Он унаследовал графство Сифилд и стал 30-м главой клана Грант после смерти своего отца в 1888 году. Некоторое время он жил в Окленде до своей свадьбы в 1898 году.

## Карьера
Лорд Сифилд занимал должности мирового судьи в Банфшире, Морейшире и Инвернессшире, а также заместителя лейтенанта в графстве Элгиншир.
Лорд Сифилд служил лейтенантом Кентерберийской йоменской кавалерии новозеландских войск. Он был назначен младшим лейтенантом в 3-й батальон (ополчения) Бедфордширского полка в июне 1902 года , а затем был приписан к 5-му батальону. Командиром полка Кэмеронских горцев был сэр Дональд Кэмерон из Лохиела, который описал лорда Сифилда как «храброго, как лев» . В ноябре 1915 года он должен был быть в отпуске, но отпуск был аннулирован, и он умер 12 ноября 1915 года в возрасте 39 лет от ран, полученных в бою.

## Личная жизнь

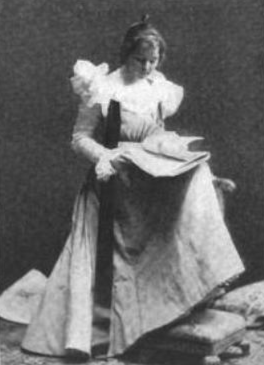
Мэри Элизабет Нина Тауненд (1876—1962), жена 11-го графа Сифилда, 1898 год

22 июня 1898 года в Крайстчерче Сифилд женился на Мэри Элизабет Нине Тауненд (1 августа 1876 — 22 января 1962), дочери доктора Джозефа Генри Тауненда (1847—1902), мирового судьи и Энни Куэйл Тауненд . У них была одна дочь:
- Леди Нина Кэролайн Огилви-Грант (17 апреля 1906 — 30 сентября 1969), вышедшая замуж за Дерека Герберта Стадли-Герберта в 1930 году[10].

Лорд Сифилд скончался 12 ноября 1915 года в возрасте 39 лет от ран, полученных во Фландрии в Бельгии. Похоронен на военном кладбище Лиссентук . После его смерти титул барона Страспей, баронетство Колкухун и главенство в клане Грант унаследовал его младший брат, Достопочтенный Тревор Огилви-Грант (1879—1948). Графство и другие дополнительные титулы шотландского пэра могли передаваться наследницам женского пола и вместе с обширными поместьями передавались по наследству его единственной дочери. Он был дедушкой Иэна Огилви-Гранта, 13-го графа Сифилда.